# Marge
|  | Aquest article tracta sobre l'estructura en pedra seca. Per a altres significats, vegeu: Marge (desambiguació) |

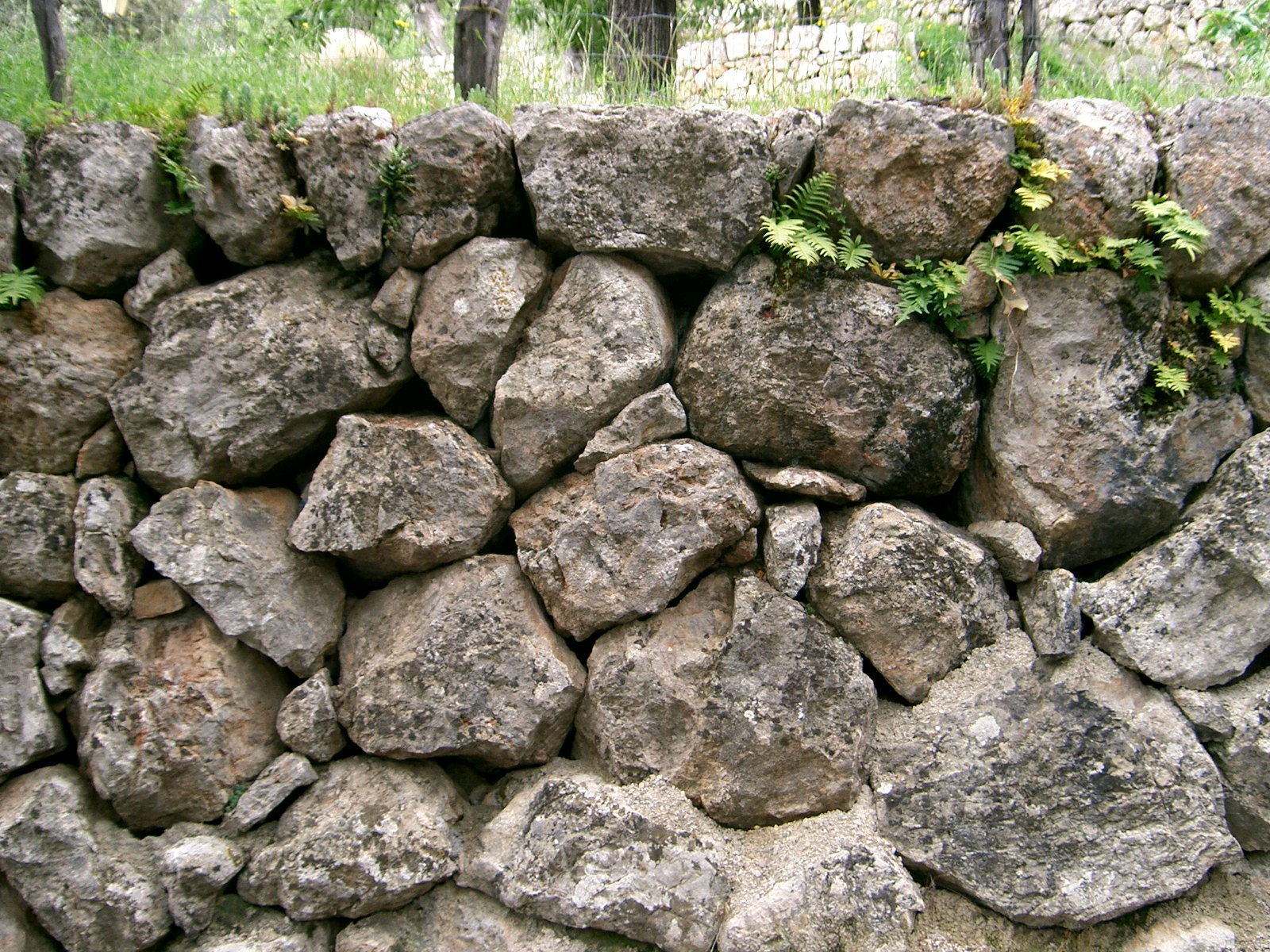
Detall.

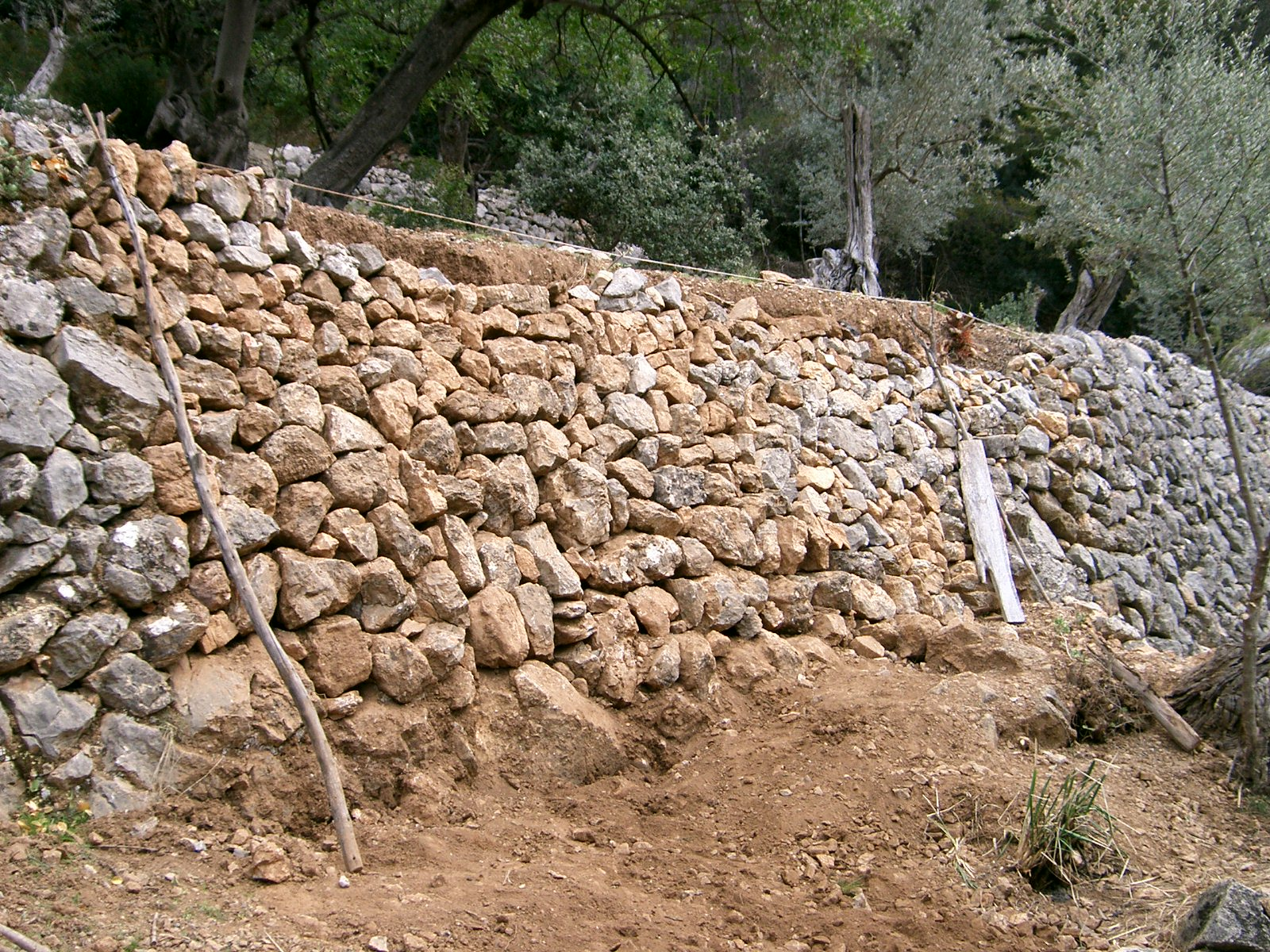
Un marge en reconstrucció.

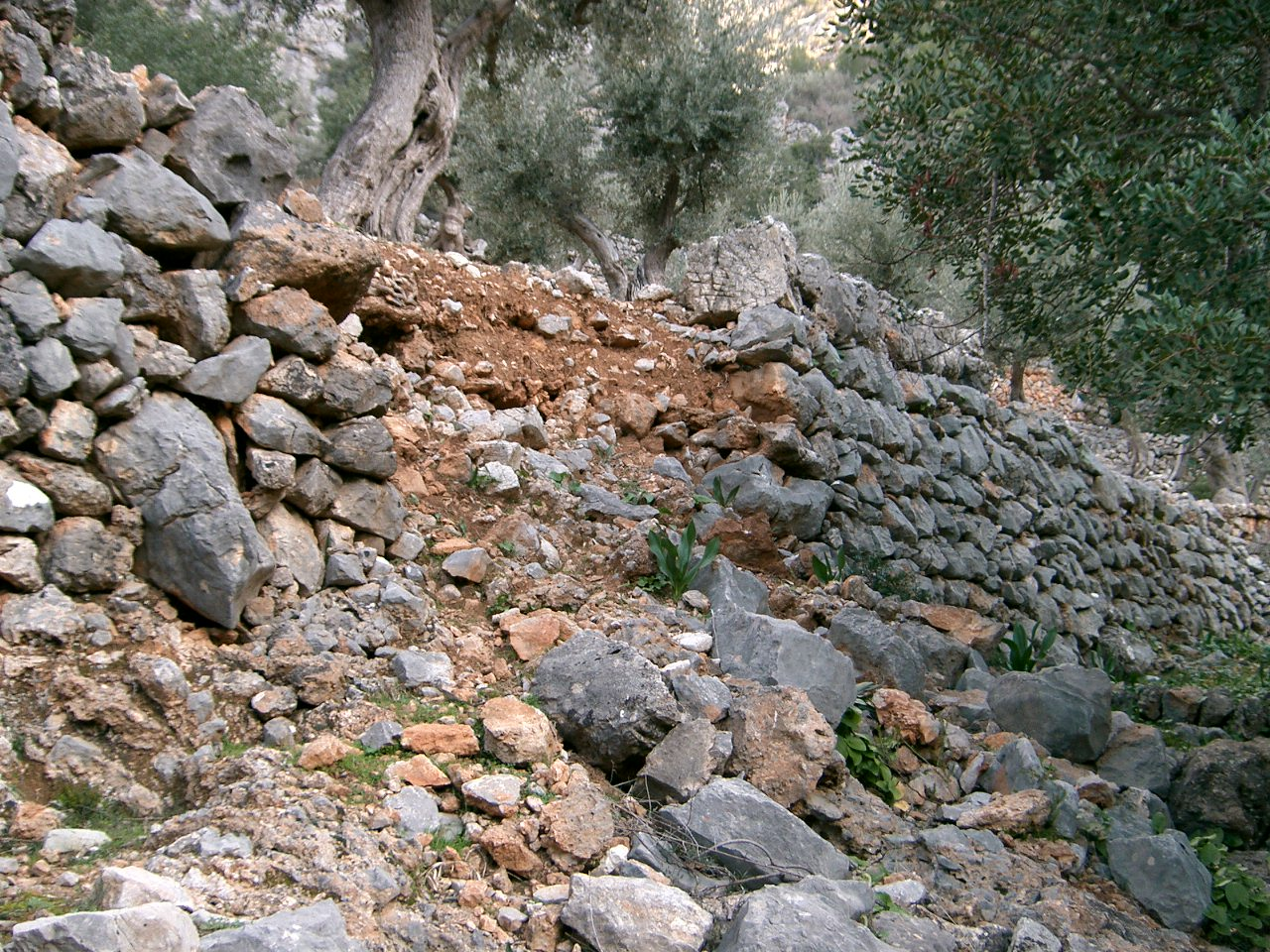
Un marge esbaldregat.

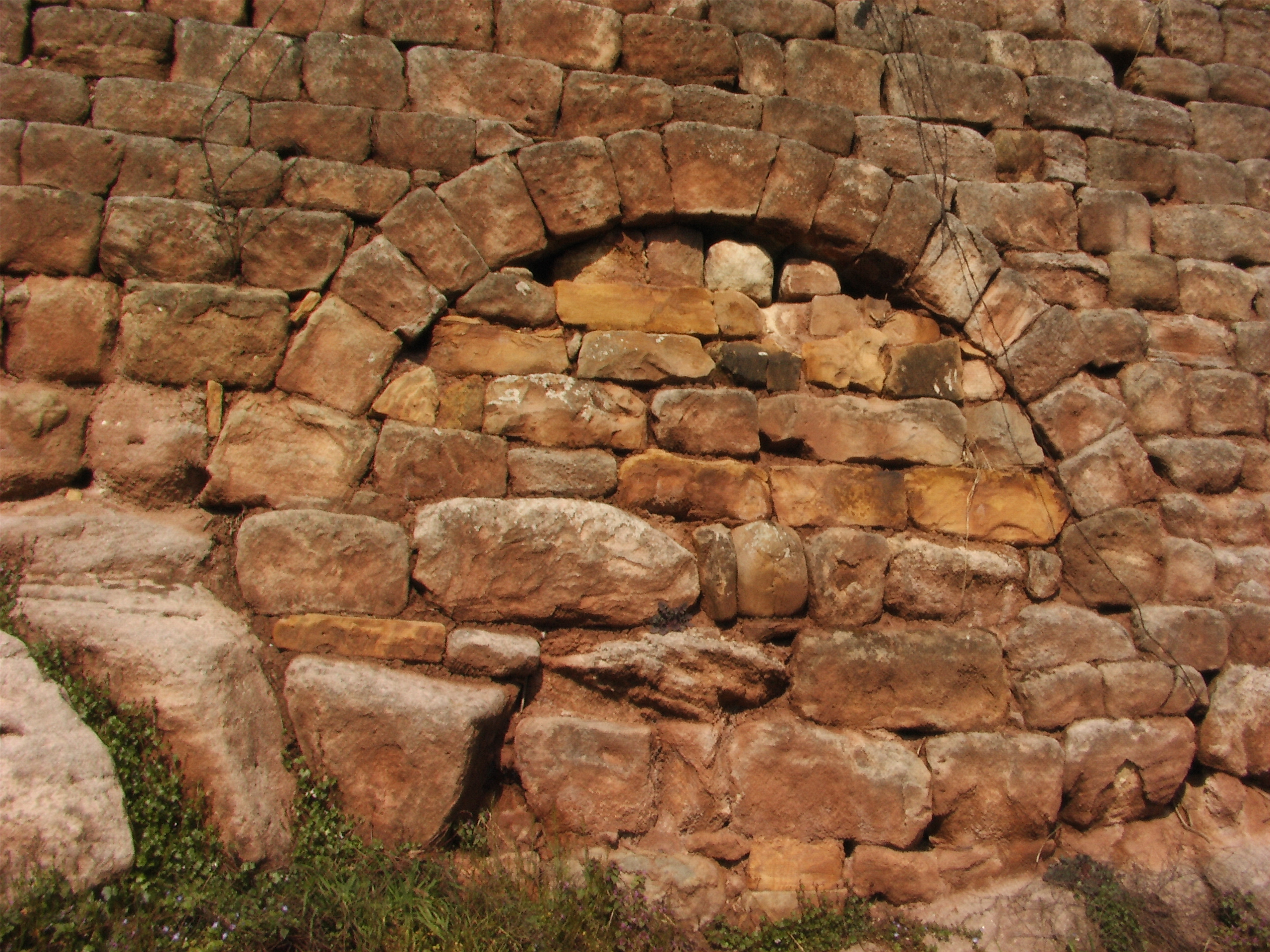
Detall d'un marge amb arc fet de gres (pedra sorrenca) en unes vinyes a Esslingen am Neckar, prop de Stuttgart (Alemanya).

Un marge o una espona és una paret de pedra seca (sense gens de morter) que serveix per contenir la terra en el rost d'una muntanya, tot formant una marjada (en alguns indrets de parla catalana, aquestes marjades s'anomenen feixes i bancals). També s'han utilitzat els marges per sostenir vies de comunicació com camins i carreteres o superfícies de terra per arreplegar neu.
Els marges es solen situar a vessants, fons de vall i planes de diversa morfologia que tenen en comú la necessitat de contenir la terra.
Els marges són molt freqüent per tot el territori del Mediterrani i allà on hi ha pedra abundosa i desnivell, com ara a la Serra de Tramuntana de Mallorca, a la Vall de Laguar (Marina Alta), a la zona de Cadaqués (Alt Empordà), al Priorat, a les Garrigues, a la Terra Alta, a Cinque Terre (en lígur: Çinque Taere) a la Ligúria, etc.
Els marges són una construcció típica de les Balears. De fet, les primeres referències escrites sobre aquests elements es troben al s.XIII i a Mallorca, concretament a la Serra de Tramuntana, hi ha 169,627 m² de superfície de marjades, que suposen uns 17 134 m de marges. Entre aquests marges destaca el marge que sosté la carretera de Lluc a Sa Calobra, ja que és el més gran de Mallorca amb 17 metres i més de 1 700 metres quadrats de paret.
Per acció de l'aigua, els marges cauen o solsixen, més concretament, s'esbaldreguen.
La persona encarregada de construir o reconstruir els marges era anomenada marger, margener, mot utilitzat a la zona de la Segarra, o margenador, mot utilitzat a la Marina Alta. Aquest ofici va estar a punt de perdre's, però darrerament s'ha anat recuperant.

## Parts d'un marge
Les seves parts són:
- Assentament: primeres pedres i les més grans que es col·loquen dins l'escombra.

- Sostreig o sostrada: pedres grosses desiguals que es troben damunt l'assentament.

- Ressalt: roca o tapiot que es troba quan es fa l'escombra i que no es pot llevar.
- Capginya: pedres més o menys rectangulars, col·locades una damunt l'altra i que uneixen dos marges i permeten que si un cau l'altre aguanti.
- Fila de dalt: pedres que tanquen i adornen el marge.
- Còdols: pedres rondonenques que sobren quan es fa el marge. S'utilitzen per reomplir-lo.
- Reble: pedres petites amb les quals s'omple l'espai entre el parament i la terra. Serveixen per afavorir el drenatge.
- Talús: inclinació donada al marge per tal d'oferir més resistència al terreny que conté.
- Escombra: excavació feta perquè el marge tingui un bon assentament.
- Esbaldrec: obertura produïda en un marge per enfonsament del material que el compon.
- Rasant: anivellació del marge per poder assentar-hi la filada de dalt.
- Braó: paret de pedres que se situa darrere el parament principal del marge per donar-li consistència.

## Tipus de paredats en els marges[6]
- Paredat sense adobar: la pedra no presenta senyals d'haver estar tractada amb martell i es diposa desordenadament.
- Paredat irregular poc adobat: la pedra s'ha treballat mínimament a fi d'obtenir unes peces fusiformes que en faciliten la col·locació i I'estabilitat. Les pedres es presenten sense una organització definida.
- Paredat irregular adobat: respon ales característiques anteriors, amb la diferència que la pedra ha estat arreglada amb mes cura.
- Paredat irregular molt adobat: la cara de la pedra mostra signes evidents d'haver estat retocada fins a aconseguir una cara ben plana, amb la qual cosa el resultat es una superffcie del marge prou regular.
- Paredat semipoligonal: tant la cara com els costats de la pedra han estat molt treballats fins a aconseguir uns Ilindars quasi geometrics. A partir d'aquestes pedres, i amb una col·locació acurada, la junta queda gairebé closa.
- Paredat poligonal: la pedra es treballa fins a aconseguir formes irregulars definides per segments perfectament lineals. Aquestes peces s'encaixen acuradament a fi d'obtenir una junta ben closa. La recerca de la perfecció de la cara arriba a I'extrem d'adobar-Ia, fins i tot en haver acabat el marge.

## Tipus de coronament[7]
La part superior dels murs dels marges pot tenir diversos acabaments o coronaments. Les formes de coronament més comunes consisteixen en un anivellament de les pedres de la filada superior (rasant) o en una filada superior formada per un seguit de pedres amb formes més o manco rectangulars que clouen el marge (corona). Altres maneres de coronar el marge són:
- el coronament amb volada: forma d'acabament amb unes lIoses volades sobre les quals es col·loca terra a fi de travar les peces de pedra i aprofitar al màxim I'exigu espai de conreu; s'associa preferentment a marjades estretes de pissarra.
- el coronament laminar: format per un estrat fi, 10 cm, de petites pedres poc adobades.
- el coronament sobreelevat: superposició de diferents formes de coronament en un mateix marge.
- el coronament mix: marges amb trams de coronament diferent.